# Copa d'Europa d'hoquei sobre patins femenina 2010-2011
La Copa d'Europa femenina 2010-11 fou la cinquena edició de la competició. Se celebrà des del 22 de gener fins al 29 de maig de 2011 i fou organitzada pel Comitè Europeu d'hoquei sobre patins. Hi participaren dotze clubs de les principals lligues europees, destacant la participació de quatre equips de l'OK Lliga, el Biesca Gijón HC, vigent campió, el CE Arenys de Munt, el Cerdanyola CH i el CP Voltregà.
La competició es disputà en format d'eliminatòries directes a doble partit, amb vuitens i quarts de final, classificant-se per a la següent ronda l'equip amb més gols anotats en el còmput global. Els quatre semifinalistes disputaren la fase final del torneig, que es disputà en format de final a quatre i se celebrà el 28 i 29 de maig a Weil am Rhein.

## Clubs participants
- CE Arenys de Munt
- Cerdanyola CH
- RSC Cronenberg
- US Coutras
- RHC Diessbach
- RHC Friedlingen
- Biesca Gijón HC
- HC Marco
- Montreux HC
- CS Noisy le Grand
- TUS Düsseldorf
- CP Voltregà

## Competició

### Eliminatòria prèvia
| Equip 1           | Global | Equip 2           | Anada | Tornada |
| ----------------- | ------ | ----------------- | ----- | ------- |
| CP Voltregà       | 27-3   | Montreux HC       | 10-0  | 17-2    |
| HC Marco          | 2-11   | CE Arenys de Munt | 2-4   | 0-7     |
| RHC Diessbach     | 5-8    | TUS Düsseldorf    | 3-2   | 2-6     |
| CS Noisy le Grand | 2-15   | Cerdanyola CH     | 2-5   | 0-10    |

### Quarts de final
| Equip 1        | Global | Equip 2           | Anada | Tornada |
| -------------- | ------ | ----------------- | ----- | ------- |
| US Coutras     | 6-14   | CP Voltregà       | 2-4   | 4-10    |
| Cerdanyola CH  | 6-7    | Biesca Gijón HC   | 4-5   | 2-2     |
| RSC Cronenberg | 2-14   | CE Arenys de Munt | 0-5   | 2-9     |
| TUS Düsseldorf | 6-14   | RHC Friedlingen   | 4-5   | 2-9     |

## Fase final

### Quadre de competició
|  | Semifinals           | Semifinals  |                      |   | Final | Final |
|  |                      |             |                      |   |       |       |
|  | 28 de maig 17:00 CET |             |                      |   |       |       |
|  |                      |             |                      |   |       |       |
|  | Biesca Gijón HC      | 2           |                      |   |       |       |
|  | Biesca Gijón HC      | 2           | 29 de maig 17:00 CET |   |       |       |
|  | CE Arenys de Munt    | 1           |                      |   |       |       |
|  | CE Arenys de Munt    | 1           | Biesca Gijón HC      | 1 |       |       |
|  | 28 de maig 19:00 CET |             | Biesca Gijón HC      | 1 |       |       |
|  |                      | CP Voltregà | 2                    |   |       |       |
|  | RHC Friedlingen      | CP Voltregà | 2                    | 2 |       |       |
|  | RHC Friedlingen      |             |                      | 2 |       |       |
|  | CP Voltregà          | 10          |                      |   |       |       |
|  | CP Voltregà          | 10          |                      |   |       |       |

### Semifinals
A la primera semifinal, el Biesca Gijón HC es classificà per a la seva tercera final consecutiva després de vèncer per 2 a 1 al CE Arenys de Munt. Marcaren els gols Luciana Agudo, per part asturiana, i Laia Castro, per part maresmenca.
| Biesca Gijón HC | 2‐1     | CE Arenys de Munt |
| --------------- | ------- | ----------------- |
| Agudo 15', 32'  | Notícia | Castro 19'        |

A la segona semifinal, el CP Voltregà s'imposà amb claredat per 10 a 2 al RHC Friedlingen i es classificà per a la seva tercera final. Destacaren Carla Giudici, amb quatre gols, per part osonenca, i Adeline Le Borgne, amb dos, per part alemanya.
| RHC Friedlingen   | 2‐10    | CP Voltregà                                                                                                 |
| ----------------- | ------- | --- |
| Le Borgne 1', 48' | Notícia | Lee 3' (p.) · Giudici 4', 8', 14', 34', 49' · A. Romero 17' · Casarramona 37' · Barceló 42' · S. Romero 43' |

## Final
| Biesca Gijón HC   | 1‐2 (pr.) | CP Voltregà                  |
| ----------------- | --------- | ---------------------------- |
| González Lolo 12' | Notícia   | Lee 42' · Giudici 54' (g.o.) |

| Biesca Gijón | CP Voltregà |

| #               | Pos. | Nom                 |           |
| --------------- | ---- | ------------------- | --------- |
| 10              | POR  | Christina Klein     |           |
|                 |      | Luciana Agudo       |           |
|                 |      | Sara González Lolo  |           |
|                 |      | Marta Soler         | Amonestat |
|                 |      | Ainhoa García       |           |
|                 |      | Bárbara García      |           |
|                 |      | Miriam de la Fuente |           |
|                 |      | Silvia Cadrecha     |           |
|                 |      | Leticia Inestal     |           |
| 1               | POR  | Elena González Lolo |           |
| Entrenador      |      |                     |           |
| Fernando Sierra |      |                     |           |

| Campió de la Copa d'Europa 2011 |
| ------------------------------- |
| Club Patí Voltregà Segon títol  |

| #          | Pos. | Nom              |  |
| ---------- | ---- | ---------------- |  |
|            | POR  | Laia Vives       |  |
|            |      | Natasha Lee      |  |
|            |      | Cristina Barceló |  |
|            |      | Anna Romero      |  |
|            |      | Carla Giudicci   |  |
|            |      | Anna Casarramona |  |
|            |      | Maria Ferron     |  |
|            |      | Sílvia Romero    |  |
|            |      | Silvia Jurado    |  |
|            | POR  | Maria Ballesta   |  |
| Entrenador |      |                  |  |
| David Bou  |      |                  |  |